# Марија Примаченко
Марија Оксентијевна Примаченко (укр. Марія Оксентіївна Примаченко; 30. децембар 1908 — 18. август 1997) била је украјинска сликарка народне уместности која је радила у наивном стилу уметности. Била је самоука уметница, а поред сликарства, бавила се ситним везом и керамиком.
Године 1966. је добила Националну награду Украјине „Тарас Шевченко”. Унеско је 2009. годину прогласио њеном годином. Улица у Кијеву и једна мала планета назване су по њој. После посете њеној изложби у Паризу, уметник Пабло Пикасо је изјавио: „Клањам се пред уметничким чудом ове брилијантне Украјинке.”

## Лични живот
Примаченко је рођена у сељачкој породици и већи део свога живота је провела у селу Болотња у Иванковском округу, близу Кијева. Њено село је удаљено 30-ак километара од Чернобиља. Похађала је школу четири године, пре него што је оболела од дечје парализе због чега је остала целог живота са физичким оштећење које је утицало на њен живот и уметност. Своје прве уметничке експерименте је касније описала: „Једном сам, као девојка, чувала гомилу гусака. Када сам са њима стигла до пешчане плаже, на обали реке, прешла сам поље прошарано дивљим цвећем, штапом сам по песку почела цртати и стварно и измишљено цвеће... Касније сам одлучила да осликам зидове моје куће користећи природне пигменте боја. После тога никада нисам престала да цртам и сликам.”
Њена мајка ју је учила ситан вез, а као тинејџерка је била локалне задруге за вез. Њен таленат је препознала уметница Татјана Флору и позвала ју је 1935. године да ради у Централној експерименталној радионици Кијевскога музеја украјинске уметности.
У Кијеву је била подвргнута двема операцијама, које су јој омогућиле да стоји без помагала. Тамо је упознала и свог емотивног партнера Васила Маринчука. У Кијеву је родила је сина Федира 1941. године. Маринчук и она нису стигли да се венчају јер је он отишао у Зимски рат из ког се није вратио. Погинуо је у Финској. Њеног рођеног брата су убили нацисти. Она се доцније врадила у Иванкив у којем је радила на колективној фарми. Федир (преминуо 2008. године) постао је народни уметник и мајстор наивности као она. Њени уници Петро и Иван су такође уметници.

## Каријера
На Првој републичкој изложби народне уметности одржаној 1936. године биле су приказане њене слике. Ова изложба је била по градовима као што су Москва, Лењинград и Варшава. Примаченко је добила диплому првог степена за учешће на овој изложби народне уметности. Године 1937. је излагала у Паризу.
Примаченкина дела су инспирисана украјинским, а посебно полешким народним традицијама. Они укључују референце на свет природе и бајке. Током 1930-их година, направила је прелазак са ситног веза на сликарство, а њени радови из овог периода су сликани на белој подлози. Њена смела и изражајна линија се развијала и она је на нове начине комбиновала традиционалне украјинске мотиве.
Током 1960-их и 80-их њен стил је наставио да се развија. Слике су јој имале све живописнију палету боја и нове, светлије позадине. У то време је прешла са рада на акварелу на рад у гвашу. Током 70-их, Примаченко је такође почела да укључује кратке фразе и посовице на полеђини својих платна, које су биле уско везане са томом слике.

## Награде и признања
Године 1966. је добила Националну награду Украјине „Тарас Шевченко”. Унеско је прогласио 2009. годину за њену. Исте године је добила улицу (булевар) у Кијеву.
Године 1966. Примаченку је додељена Национална награда Украјине Тарас Шевченко . Организација Уједињених нација за образовање, науку и културу (УНЕСЦО) прогласила је 2009. годину Примаченка. Исте године је у њену част преименован и Булевар Лихачова у Кијеву.
После посете њеној изложби у Паризу, уметник Пабло Пикасо је изјавио: „Клањам се пред уметничким чудом ове брилијантне Украјинке.”

## Наслеђе
Примаченко је своја дела излагала широм бившег Совјетског Савеза, Украјине и других земаља, укључујући Пољску, Бугарску, Француску и Канаду. Фотографије њених изложба објављивани су диљем света. Њену слику Пацов на путовању копирала је чувена финкса дизајнерка Кристина Исола у њен дизајн Народ у шуми који је такође користила авиокопманија Финер. Рад Марије Примаченко је приказиван на новчаницама и кованицама државе Украјине.
Украјински астролог Клим Чурјумов је 1998. године назвао малу планету 142624 именом Марија Примаченко у њену част.
Више од 650 њених дела чува се у колекцији Националног музеја народне декоративне уметности.

## Губитак радова
У Руском инвазију на Украјину фебруара 2022. године гранатиран је и уништен Музеј Иванковске и локалне историје у којем су трајно изгубљена 25 њених дела. Поред тога, мештани су успели да спасу неколико њених дела из ватре. Према интервјуу са њеном праунуком, Анастасијом Примаченко, у Тајмсу, десет њених дела је спасао локални мештанин који је ушао у музеј док је био у пламену како би спасао историјско благо које се могло спасити.
Директор Историјско-кулутног резервата у Вишхороду Влада Литовченко је приметио да је у музеју било чувано не само радови Марије Примаченко већ и других уметника украјинских, као што је Хана Верес. Он је изјавио: „Још један од ненадокнадивих губитака историјско-културног ауторитета Украјине је уништење Иванковског историјско-културног музеја од стране агресора у овим пакленим данима за нашу земљу.”